# Hotel Astoria (Brüssel)
Koordinaten: 50° 51′ 5,8″ N, 4° 21′ 48″ O

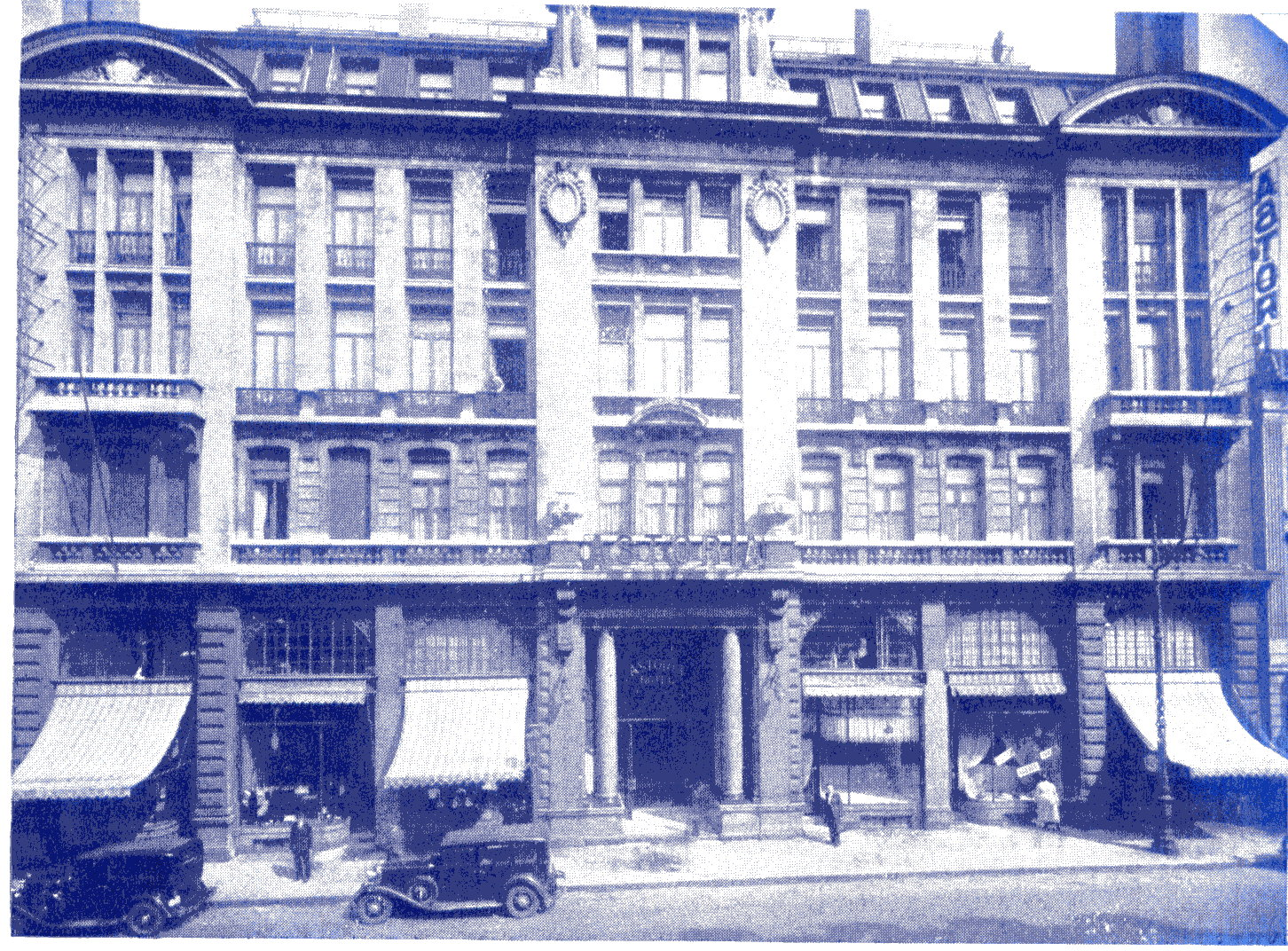
Hotel Astoria, Brüssel, (Architekt Henri van Dievoet, 1909).

Das Hotel Astoria in Brüssel ist ein  Grandhotel an der Rue Royale bzw. Koningsstraat Nr. 101 bis 103.

## Geschichte
Es wurde 1909 für die Weltausstellung Brüssel 1910 auf Wunsch von König Leopold II. gebaut, der es im Jahre 1910 übernahm. Es ist ein Werk des Architekten Henri van Dievoet.